# Paseo del Obispo
El paseo del Obispo es una vía pública de la ciudad española de Segovia.

## Descripción
El paseo, que refiere con el título a un obispo inconcreto, conduce desde la calle del Doctor Velasco hasta la del Taray. Aparece descrito en Las calles de Segovia (1918) de Mariano Sáez y Romero con las siguientes palabras:

Obispo (Paseo del).—Se dirige desde la calle del Hospital a la del Taray. Está poblcado de altos árboles de sombra y limitado por la muralla y por las cuestas y arboledas que bajan desde la calle de Malconsejo, donde estuvo la ermita de San Bartolomé, y desde la plazuela de San Nicolás. El sitio es solitario de poco tránsito. El nombre obedece a haberse mandado hacer y ser sitio predilecto de paseo de los Obispos de estos últimos siglos, sin que sepamos a cuál se refiere concretamente.
(Sáez y Romero, 1918, p. 121)